# Joseph Conrad
Joseph Conrad, vlastním jménem Józef Teodor Konrad Nałęcz Korzeniowski, (3. prosince 1857, Berdyčiv, Ruské impérium – 3. srpna 1924, Bishopsbourne, Kent, Anglie), byl anglický spisovatel polského původu, považovaný za jednoho ze zakladatelů modernismu.

## Životopis
Narodil se 3. prosince roku 1857 v dnes ukrajinském městě Berdyčiv (poblíž Žytomyru). Pocházel z polské zemanské rodiny s hrdou tradicí vlasteneckého odboje proti carskému panství. Jeho otec, Apollo Korzeniowski, byl romantický básník a vlastenec, který byl za přípravu národního povstání vězněn a poté poslán do vyhnanství do Vologdy na severu Ruska. V sedmnácti letech (roku 1874) se po smrti svých rodičů vydal Conrad do Marseille a stal se námořníkem na francouzských obchodních lodí plavících se do Karibiku. Ke konci sedmdesátých let přešel k britskému obchodnímu loďstvu, roku 1886 dosáhl postavení kapitána a získal britské státní občanství. V letech 1888–1889 byl kapitánem na barku Otago. Roku 1890 při plavbě po řece Kongo vážně onemocněl malárií a musel se postupně vzdát své námořnické kariéry. Roku 1894 se proto natrvalo usadil v Anglii a začal se věnovat literární činnosti.
Značné zkušenosti z námořních plaveb a života v exotických končinách mu poskytly bohatou látku pro jeho tvorbu. Přestože si angličtinu osvojil až v dospělosti, napsal všechny své romány, novely a povídky anglicky, a to s takovou propracovaností a jazykovou bohatostí, že se stal jedním z největších mistrů anglické prózy. Ve svých knihách se snažil ukázat život člověka jako sled neustálých vnitřních bojů, v nichž jediná chvilka slabosti, mající za následek zakolísání v odpovědnosti vůči druhým, vede často k neodčinitelné pohromě. Pro pochopení i těch nejmenších detailů v motivaci svých hrdinů a pro nastínění nových ještě hlubších souvislostí a významů, podává své příběhy z několika úhlů pohledu, objektivní zobrazení doplňuje subjektivními hodnoceními různých vypravěčů téhož děje a narušuje jeho chronologickou linii častými návraty k různým detailům vyprávění.
Jeho díla se často odehrávají v exotickém prostředí (např. tzv. Malajská trilogie, tvořená romány Almayerův vzdušný zámek, Vyhnanec z ostrovů, Záchrana) a na zámořské lodi (Černoch z lodě Narcis, Náhoda, Hranice stínu) nebo se zabývají politickými otázkami současného světa (Nostromo, Tajný agent, Očima Západu). Za nejvýznamnější prózy jsou považovány román Lord Jim a novela Srdce temnoty, spojené vypravěčem Marlowem a zachycující zhoubné rysy kolonialismu a psychologickou složitost lidského jednání člověka vyvázaného ze světa západní civilizace.

## Charakteristika děl
Díla Josepha Conrada jsou nejčastěji krátká díla a povídky. Jejich témata bývají spojena se životem námořníků a s věcmi s nimi spojenými. Příběh se odehrává v různých částech světa (Malajsie, Anglie, Kongo, Sierra Leone, Indický oceán, Borneo,…) a hlavní postavy bývají muži ze střední třídy zastávající úřednická zaměstnání či práci na lodích. Hlavními motivy jeho děl jsou náhledy do psychiky hlavních postav. Po jazykové stránce je nejcharakterističtější užití obrazných pojmenování a bohaté slovní zásoby.

## Dílo

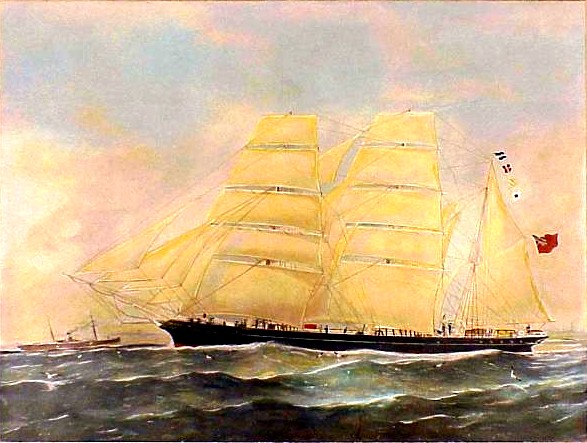
Bark Otago, na kterém byl v letech 1888–1889 Conrad kapitánem

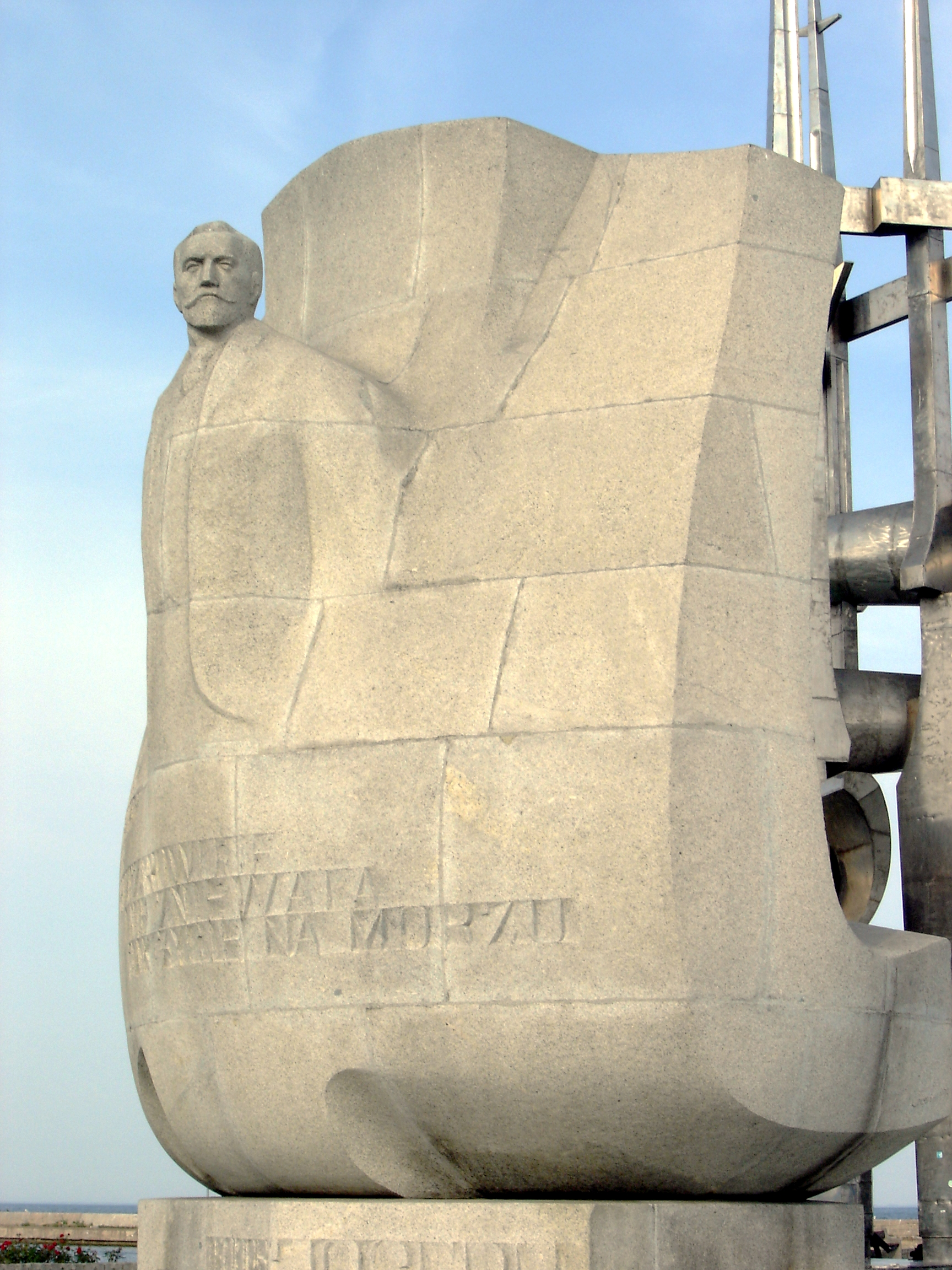
Conradův památník ve tvaru kotvy v Gdyni.

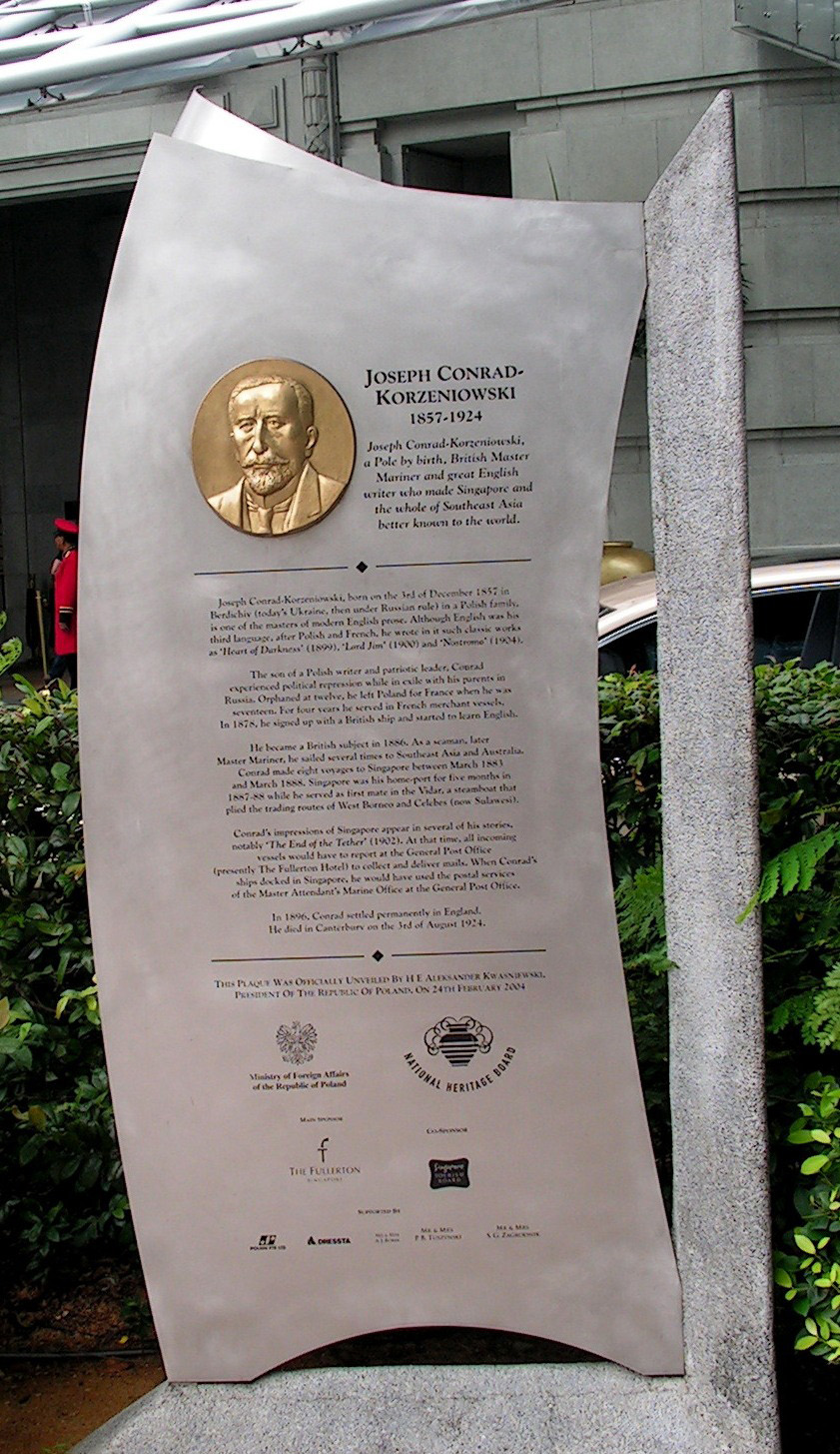
Plaketa na počest Josepha Conrada v blízkosti hotelu Fullerton v Singapuru.

- Almayerův vzdušný zámek (1895, Almayer's Folly), česky též jako Almayerův blud, příběh nizozemského obchodníka, žijícího na Borneu, jenž je vmanévrován do úlohy, na kterou nestačí a kterému se tak zřítí životní iluze.
- Vyhnanec z ostrovů (1896, The Outcast of the Islands), román odehrávající se na malajském souostroví, který vypráví příběh mladého bezcharakterního úředníka, žijícího pod patronací obávaného anglického kapitána.
- Černoch z lodě Narcissus (1897, The Nigger of the Narcissus), v předmluvě k této novele popsal Conrad své literární cíle.
- Povídky neklidu (1898, Tales of Unrest), sbírka obsahuje povídky Idioti (1896, The Idiots), Laguna (1897, The Lagoon), Výspa pokroku (1897, An Outpost of Progress), Návrat (1897, The Return) a Karain (1897, Karain: A Memory).
- Lord Jim (1900), tragický příběh mladého námořního důstojníka, který je štván pocitem, že ztratil svou čest, když ve zdánlivě beznadějné situaci opustil potápějící se loď bez ohledu na ohrožené cestující, a který hledá vykoupení z viny v obětavé pomoci domorodcům v zapadlé malajské vesnici. Jde o první z autorových příběhů, jejichž vypravěčem je námořník Charles Marlow.
- Dědici (1901, The Inheritors), zdánlivě sci-fi román napsáný společně s Fordem Madoxem Fordem. Metaforou o lidech ze čtvrtého rozměru autoři poukazují na rozklad hodnot tradiční společnosti.
- Mládí a jiné povídky (1902,Youth and Other Stories), obsahuje tyto povídky a novely:
  - Mládí (1898, Youth), vypravěčem povídky je Charles Marlow.
  - U konce sil (1902, At the End of the Tether), česky též jako Dohráno.
  - Srdce temnoty (1899, The Heart of Darkness), novela patřící k mezníkům ve vývoji světové prózy. Jde o symbolicky pojatou cestou do nitra temných zlých sil, které se zmocňují člověka, pokud jim dá volnost. Vypravěčem novely je Charles Marlow.
- Tajfun a jiné povídky (1903, Typhoon and Others Stories), sbírka obsahuje tyto povídky a novely: Tajfun (1902, Typhoon), Amy Fosterová (1901, Amy Foster), Falk (1901) a Zítra 1902, To-morrow).
- Nostromo (1904), česky též jako Věrný Nostromo, román líčící životní historii italského námořníka, který si získá důvěru anglických kolonizátorů fiktivní jihoamerické republiky a zmocní se velkého pokladu, který měl ukrýt před povstalci. Milostný vztah k sestře vlastní snoubenky se však stane příčinou jeho tragické smrti. Kromě četných psychologických a dobrodružných zápletek zobrazuje román tísnivé sociální a politické poměry v malém státě Jižní Ameriky, zmítaném občanskými válkami a kapitálovými machinacemi evropských i severoamerických investorů.
- Gaspar Ruiz (1906), novela z bojů za nezávislost Chile z počátku 19. století.
- Zrcadlo moře (1906, The Mirror of the Sea), autobiografické eseje.
- Tajný agent (1907,The Secret Agent), román zabývající se politickými otázkami současného světa.
- Šest příběhů (1908, A Set of Six), sbírka šesti povídek a novel: Gaspar Ruiz (1906), Informátor (1906, The Informer), Potvora  (1906, The Brute, česky také jako Bestie), Anarchista (1905, An Anarchist), Souboj (1908, The Duel) a Il Conde (1908).
- Vítězství (1911), Victory), román líčící neúspěšný pokus švédského podnikatele realizovat svůj soukromý život v odloučení na malém ostrově a jeho neschopnost ubránit se zlu představovanému trojicí vetřelců prchajících před zákonem.
- Před očima západu (1911, Under Western Eyes), česky též jako Očima západu, příběh ze života ruských revolucionářů.
- Mezi mořem a pevninou (1912, Twixt Land and Sea), povídky a novely zasazené do exotického prostředí východoindického souostroví: Tajný souputník (1909, The Secret Sharer), Úsměv štěstěny (1911, A Smile of Fortune) a Freya ze Sedmi ostrovů (1911, Freya of the Seven Isles).
- Náhoda (1913, Chance), příběh zrady, zbabělosti a osudové životní samoty, vyprávěný Charlesem Marlowem.
- Mezi přílivem a odlivem (1915, Within the Tides), dobrodružné až detektivní povídky, jejich námětem je oslava mužnosti, statečnosti a spravedlnosti: Společník (1925, The Partner), Hostinec u dvou čarodějnic (1913, The Inn of the Two Witches), Kvůli dolarům (1914, Because of the Dollars) a Plantážník z Malaty (1914, The Planter of Malata).
- Hranice stínu (1917, The Shadow-Line), novela líčící vyzrání mladého kapitána v muže během nebezpečné námořní plavby.
  - Zpracováno v Českém rozhlasu v roce 1996 jako šestidílná četba na pokračování, překlad Luba a Rudolf Pellarovi, účinkuje Ladislav Mrkvička, rozhlasová úprava a režie Olga Valentová.[2]
- Zlaty šíp (1919, The Arrow of Gold), dobrodružný román, inspirovaný autorovými zážitky z Marseille, rozvíjí příběh mladého námořníka, jenž získává na souši první milostné zkušenosti a z lásky k ženě se pouští do nebezpečné hry na život a na smrt.
- Záchrana (1920, The Rescue), romance z mělčin.
- Pirát (1923, The Rover), román.
- Povídky z doslechu (1925, Tales of Hearsay), posmrtně vydaný soubor povídek: Válečníkova duše (1917, The Warrior's Soul), Princ Roman (1911, Prince Roman), Příběh (1917, The Tale) a Černý důstojník (1884, The Black Mate, česky též jako Černý námořník).
- Polední eseje (1926, Last Essays), posmrtně.

## Filmové adaptace
- Victory (1919, Vítězství), americký němý film, režie Maurice Tourneur
- Lord Jim (1925), americký němý film, režie Victor Fleming
- The Silver Treasure (1926, Stříbrnský poklad), americký němý film podle románu Nostromo, režie Rowland V. Lee.
- The Rescue (1929, Záchrana), americký film, režie Herbert Brenon.
- Dangerous Paradise (1930, Nebezpečný ráj), americký film podle románu Vítězství, režie William Wellman.
- Niebezpieczny raj (1931, Nebezpečný ráj), polský film podle románu Vítězství, režie Ryszard Ordynski.
- Sabotage (1936, Sabotáž), americký film podle románu Tajný agent, režie Alfred Hitchcock.
- Victory (1940, Vítězství), americký film, režie John Cromwell, v hlavní roli Fredric March.
- An Outcast of the Islands (1951), Vyhnanec z ostrovů), britský film, režie Carol Reed.
- Lord Jim (1965), britský film, režie Richard Brooks, v hlavní roli Peter O'Toole.
- The Secret Agent (1967, Tajný agent), britský televizní film, režie Gerald Blake.
- L'avventuriero (1967, Pirát), italský film, režie Terence Young, v hlavní roli Anthony Quinn.
- Smuga cienia (1976, Hranice stínu), polsko-britský film, režie Andrzej Wajda.
- The Duellists (1977, Soupeři), britský film podle povídky Souboj, režie Ridley Scott.
- Apocalypse Now (1979, Apokalypsa), americký film podle novely Srdce temnoty, režie Francis Ford Coppola.
- Un reietto delle isole (1980, Vyhnanec z ostrovů), italský televizní film, režie Giorgio Moser
- Heart of Darkness (1993, Srdce temnoty), americký televizní film, režie Nicolas Roeg.
- Victory (1996. Vítězství), britský film, režie Mark Peploe.
- The Secret Agent (1996, Tajný agent), 1996), britský film, režie Christopher Hampton, v hlavních rolích Bob Hoskins, Patricia Arquette a Gérard Depardieu.
- Nostromo (1997), britský televizní film, režie Alastair Reid.
- Swept from the Sea (1997, Zrozeni z moře), britsko-americký film podle povídky Amy Fosterová, režie Beeban Kidron.
- Gabrielle (2005, Gabriella), francouzský film podle románu Návrat, režie Patrice Chéreau.
- La folie Almayer (2011, Almayerovo šílenství), francouzský film, režie Chantal Akermanová.
- The Secret Agent (2016, Tajný agent), britský televizní seriál, režie Charles McDougall.
- Jeunesse (2016, Mládí), francouzský film, režie Julien Samani.
- Posto-Avançado do Progresso (2016, Výspa pokroku), portugalský film, režie Hugo Vieira da Silva.

## Česká vydání
- Laguna a jiné povídky o nepokoji, Kamilla Neumannová, Praha 1912, přeložil Ivan Schulz.
- Povídky z tropů, Jiroušek, Praha 1917, přeložil Karel Weinfurter.
- Očima západu, Jan Laichter, Praha 1919, přeložil Josef Čihula, znovu 1938.
- Almayerův blud, František Topič, Praha 1919, přeložil Josef Elgart.
- Dohráno, Ústřední tiskové družstvo socialistické strany československého lidu pracujícího, Praha 1920.
- Mezi zemí a mořem, Bohumil Procházka, Praha 1921, přeložil Josef Vorel.
- Mezi nebem a zemí, Bohumil Procházka, Praha 1921, přeložil Josef Vorel.
- Bestie a jiné čtyři povídky, Šolc a Šimáček, Praha 1928, přeložil Josef Elgart.
- Vítězství, Melantrich, Praha 1929, přeložila Milada Nováková.
- Tajný agent, Melantrich, Praha 1930, přeložil Jan Čep.
- Lord Jim, Národní listy, Praha 1930, přeložil Čeněk Syrový, znovu 1933.
- Pirát, Melantrich, Praha 1932, přeložila Marie Kottová.
- Náhoda, Melantrich, Praha 1932, přeložili René Wellek a Erik Adolf Saudek.
- Zlatý šíp, Melantrich, Praha 1934, přeložil Erik Adolf Saudek, znovu Odeon, Praha 1976.
- Věrný Nostromo, Melantrich, Praha 1935, přeložil Aloys Skoumal.
- Únik, Melantrich, Praha 1936, přeložil Timotheus Vodička.
- Oheň pod palubou, Toužimský & Moravec, Praha 1947, přeložil Ivan Schulz.
- Hranice stínu, Československý spisovatel, Praha 1957, přeložili Luba a Rudolf Plellarovi.
- Gaspar Ruiz a jiné povídky, SNDK, Praha 1957, přeložil Aloys Skoumal.
- Nostromo, SNKLHU, Praha 1958, přeložil Aloys Skoumal, znovu 1960 a 1968.
- Lord Jim, Mladá fronta, Praha 1959, přeložila Magda Hájková, znovu 1974, Sfinga, Ostrava 1995 a Levné knihy KMa, Praha 2004.
- Tajfun, obsaženo v antologii dobrodružných příběhů Mys dobré naděje, SNDK, Praha 1960, přeložil Vladimír Svoboda, znovu 1963.
- Vítězství, SNKLU, Praha 1965, přeložila Květa Marysková.
- Almayerův vzdušný zámek, Odeon, Praha 1972, přeložili Miloslava Říhová a Aloys Skoumal.
- Náhoda, Melantrich, Praha 1973, přeložila Slávka Poberová.
- Mezi přílivem a odlivem, Orbis, Praha 1975, přeložili Luba a Rudolf Plellarovi.
- Tajfun a jiné povídky, Albatros, Praha 1976, přeložil Vladimír Svoboda.
- Mezi mořem a pevninou, Panorama, Praha 1978, přeložili Luba a Rudolf Plellarovi.
- Vyhnanec z ostrovů, Svoboda, Praha 1979, přeložila Hana Žantovská.
- Srdce temnoty, Vyšehrad, Praha 1980, přeložili Jiří Munzar a Jiří Sirotek, obsahuje též Na pokraji sil, znovu Alpress, Frýdek-Místek 2006.
- Neklidné příběhy, Panorama, Praha 1981, přeložila Luba Pellarová.
- Záchrana, Svoboda, Praha 1984, přeložila Hana Žantovská.
- Černý námořník, Ivo Železný, Praha 1995, přeložili Luba a Rudolf Plellarovi.
- Srdce temnoty, Mladá fronta, Praha 1995, přeložili Jan Zábrana a Aloys Skoumal, znovu Dokořán, Praha 2010.
- Černoch z lodě Narcissus; Tajfun, Epos, Bratislava 2005.
- Tajný agent, Leda a Rozmluvy, Voznice a Praha 2010, přeložila Petra Martínková.
- Před očima západu, Leda a Rozmluvy, Voznice a Praha 2011, přeložila Kateřina Hilská.
- Zrcadlo moře, Pulchra, Praha 2014, přeložil Michal Kleprlík.
- Poznámky o životě a literatuře, Revolver revue, Praha 2014, přeložil Petr Onufer.
- Souboj, Michal Šťovíček, Praha 2015, přeložil Michal Šťovíček, české vydání povídky ze sbírky Šest příběhů.
- Černoch z lodi Narcissus, Pulchra, Praha 2016, přeložila Petra Martínková.